# Erika Zuchold
Erika Zuchold, născută Barth, (n. 19 martie 1947, Lucka, Turingia, Germania – d. 22 august 2015, Asunción, Paraguay) a fost o artistă plastică și gimnastă germană. A fost prima gimnastă care a executat un flic-flack pe bârnă, în 1964. A concurat pentru Republica Democrată Germană, fiind multiplu medaliată cu argint și bronz olimpic la Olimpiada din 1968 și Olimpiada din 1972. A obținut de asemenea medalii la campionatele europene și mondiale, cea mai bună performanță internațională a sa fiind cea de campioană mondială la sărituri și la bârnă, în 1970. A urmat studii de arte plastice și literatură, după retragerea din sport având diferite ocupații legate de artă: curator, educator, pictor și sculptor. A fost căsătorită cu ciclistul german Dieter Zuchold din 1966.

## Palmares
| Anul | Campionatul                                   | Individual compus | Echipe | Sărituri    | Bârnă | Paralele inegale | Sol |
| ---- | --------------------------------------------- | ----------------- | ------ | ----------- | ----- | ---------------- | --- |
| 1963 | Campionatele Naționale ale RDG                |                   |        | 4º          |       |                  | 6º  |
| 1964 | Campionatele Naționale ale RDG                |                   |        |             |       |                  |     |
| 1965 | Campionatele Naționale ale RDG                |                   |        |             |       |                  |     |
| 1966 | Campionatele Naționale ale RDG                |                   |        |             |       |                  |     |
| 1966 | Campionatele Mondiale de Gimnastică Artistică | 4º                |        |             |       |                  |     |
| 1967 | Campionatele Naționale ale RDG                |                   |        |             |       |                  |     |
| 1967 | Campionatele Europene                         |                   |        |             |       |                  |     |
| 1968 | Jocurile Olimpice de vară                     |                   |        |             |       |                  |     |
| 1968 | Campionatele Naționale ale RDG                |                   |        |             |       |                  |     |
| 1969 | Campionatele Europene                         |                   |        |             |       |                  |     |
| 1970 | Campionatele Mondiale de Gimnastică Artistică |                   |        |             |       |                  |     |
| 1971 | Campionatele Europene                         |                   |        |             |       |                  |     |
| 1972 | Jocurile Olimpice de vară                     |                   |        | centeríadas |       |                  |     |